# Alderson (Virgínia Ocidental)
Alderson é uma cidade  localizada no estado norte-americano de Virgínia Ocidental, no Condado de Greenbrier e Condado de Monroe.

## Demografia
Segundo o censo norte-americano de 2000, a sua população era de 1091 habitantes.
Em 2006, foi estimada uma população de 1082, um decréscimo de 9 (-0.8%).

## Geografia
De acordo com o United States Census Bureau tem uma área de
2,4 km², dos quais 2,3 km² cobertos por terra e 0,1 km² cobertos por água. Alderson localiza-se a aproximadamente 516 m acima do nível do mar.

## Localidades na vizinhança
O diagrama seguinte representa as localidades num raio de 24 km ao redor de Alderson.